# Слънце и луна
„Слънце и луна“ (на хинди: और प्यार हो गया Aur Pyaar Ho Gaya) е индийски телевизионен сериал, чието излъчване започва на 6 януари 2014 г. и приключва на 2 декември 2014 г., като са излъчени 242 епизода.

## В България
В България сериалът започва излъчване на 18 септември 2018 г. по Диема Фемили и завършва на 5 март 2019 г. Ролите се озвучават от Яница Митева, Силвия Русинова, Лиза Шопова, Силви Стоицов, Ивайло Велчев и Светозар Кокаланов.